# Lucie Thiede
Lucie Luise Thiede (* 1991 in Berlin) ist eine deutsche Schauspielerin und Hörspielsprecherin.

## Leben
Lucie Thiede wurde 1991 in Berlin als Tochter der Schauspielerin Susann Thiede geboren und wuchs in Cottbus auf.
Nach dem Abitur absolvierte sie von 2010 bis 2014 ihre Schauspielausbildung an der Hochschule für Schauspielkunst Ernst Busch in Berlin. Dabei spielte sie zeitweise parallel am Deutschen Theater Berlin. Seit 2015 ist sie als festes Ensemblemitglied am Staatstheater Cottbus engagiert. Sie stand seither in zahlreichen Theaterstücken auf der Bühne, etwa in den titelgebenden Rollen von Emilia Galotti sowie Pippi Langstrumpf. Zudem verkörperte sie Ophelia in Hamlet sowie Sonja in Onkel Wanja. Vor der Kamera spielte sie 2021 die Rolle der Lissy in Die Waldgänger. Neben dem Schauspiel wirkt sie auch in Hörspielen mit.

## Filmografie (Auswahl)
- 2021: Die Waldgänger

## Hörspiele (Auswahl)
- 2015: Per Petterson: Nicht mit mir (Siri-J) – Bearbeitung und Regie: Steffen Moratz (Hörspielbearbeitung – Deutschlandradio/HR)[6]
- 2019: Andreas Jungwirth: Auf die Natur kann man nicht böse sein (Seyda) – Regie: Steffen Moratz (Original-Hörspiel – HR/MDR)[6]